# Russell Cowley
Russell Cowley (* 12. August 1982 in Edmonton, Alberta, Kanada) ist ein ehemaliger britischer Eishockeyspieler, der 15 Jahre bei Coventry Blaze in der Elite Ice Hockey League unter Vertrag stand und mit dem Klub insgesamt dreimal britischer Meister wurde. Einen vierten Titel errang er mit den Cardiff Devils.

## Karriere
Russell Cowley begann seine Karriere als Eishockeyspieler bei Swindon Chill, wo er schon als 17-Jähriger in der English Premier Ice Hockey League debütierte. Im Folgejahr, die Chills hatten sich inzwischen in Swindon Phoenix umbenannt, gewann er mit seiner Mannschaft die Hauptrunde der EPIHL, schied aber bereits im Playoff-Halbfinale gegen die Romford Raiders aus. Gleichzeitig spielte er auch für das Nachwuchsteam Swindon Cougars in der britischen U20-Liga. Nachdem er die Spielzeit 2001/02 noch bei seinem nunmehr Swindon Lynx genannten Stammverein begonnen hatte, wechselte er bereits im Spätherbst 2001 zu Coventry Blaze, wo er anschließend den Großteil seiner Karriere verbrachte. Zunächst spielte er mit dem Team aus den West Midlands in der British National League. Nachdem diese 2003 gewonnen werden konnte, wechselte er mit seiner Mannschaft in die Elite Ice Hockey League, die höchste Spielklasse des Königreichs, über. 2005 wurde Cowley mit Coventry Blaze als Hauptrundensieger der EIHL erstmals britischer Meister und gewann zudem auch die EIHL-Playoffs und den Challenge Cup. 2006 wechselte er für ein Jahr zu den Cardiff Devils. Mit den Walisern konnte er 2007 ebenfalls die britische Meisterschaft, den Challenge Cup und erstmals den Knockout Cup gewinnen. Anschließend kehrte er  nach Coventry zurück und gewann 2008 und 2010 erneut die britische Meisterschaft. Zudem konnte 2008 auch der Knockout Cup gewonnen werden. 2015 gewann er mit seinem Team zehn Jahre nach dem ersten Erfolg zum zweiten Mal die Playoffs der Elite Ice Hockey League. Nach 15 Jahren im Trikot des Teams aus den West Midlands beendete er 2017 seine Karriere im Alter von 35 Jahren. Der Klub erklärte, seine Trikotnummer 17 nicht wieder zu vergeben.

### International
Für Großbritannien nahm Cowley im Juniorenbereich an der Europa-Division I der U18-Weltmeisterschaft 2000 und der Division II der U18-Weltmeisterschaft 2001 sowie den Turnieren der Division II der U20-Weltmeisterschaften 2001, 2002 und 2003 teil. 
Im Seniorenbereich stand er im Aufgebot seines Landes bei den Weltmeisterschaften der Division I 2003, 2004, 2005, 2006, 2007, 2008, 2009, 2010, 2011, 2015, 2016 und 2017. 2011 brachte er seine Farben beim abschließenden Spiel gegen Polen mit 2:1 in Führung und hielt damit die Hoffnung auf den ersten Aufstieg in die Top-Division seit dem Abstieg 1994 aufrecht. Am Ende scheiterten die Briten jedoch an Kasachstan, da die Asiaten ihr letztes Spiel gegen die Ukraine nach einem 1:2-Rückstand noch drehen konnten. Zudem nahm Cowley für Großbritannien an den Qualifikationsturnieren für die Olympischen Winterspiele in Vancouver 2010 und in Pyeongchang 2018 teil.

## Erfolge und Auszeichnungen
- 2001 Hauptrundensieger der English Premier Ice Hockey League
- 2003 Sieger der British National League mit Coventry Blaze
- 2005 Britischer Meister, EIHL-Playoff-Meister und Challenge-Cup-Sieger mit Coventry Blaze
- 2007 Britischer Meister, Challenge-Cup-Sieger und Knockout-Cup-Sieger mit den Cardiff Devils
- 2008 Britischer Meister und Knockout-Cup-Sieger mit Coventry Blaze
- 2010 Britischer Meister mit Coventry Blaze
- 2015 EIHL Playoff-Meister mit Coventry Blaze

### International
- 2017 Aufstieg in die Division I, Gruppe A bei der Weltmeisterschaft der Division I, Gruppe B

## EIHL-Statistik
(Stand: Ende der Saison 2016/17)